# Bracon (Frankrijk)
Bracon is een gemeente in het Franse departement Jura (regio Bourgogne-Franche-Comté) en telt 332 inwoners (1999). De plaats maakt deel uit van het arrondissement Lons-le-Saunier.

## Geografie
De oppervlakte van Bracon bedraagt 6,3 km², de bevolkingsdichtheid is 52,7 inwoners per km².

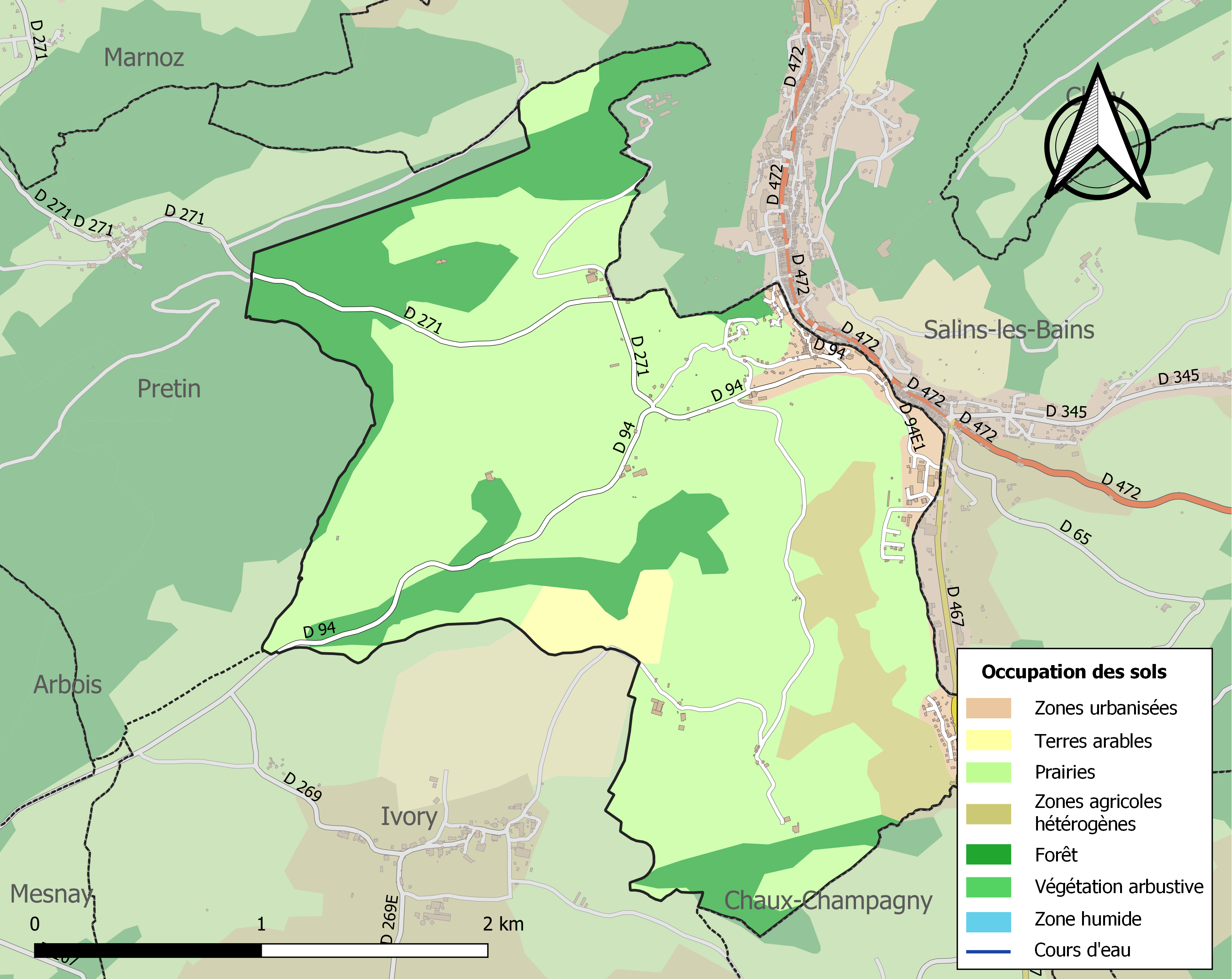
Kaart van de gemeente met de belangrijkste infrastructuur, bodemgebruik en omliggende gemeenten

## Demografie
Onderstaande figuur toont het verloop van het inwonertal (bron: INSEE-tellingen).

## Geboren
- Alberik I van Mâcon, 9e-10e eeuw
- Hugo van Salins, 11e eeuw